# 지네트 가르신
지네트 가르신(Ginette Garcin, 1928년 1월 4일 ~ 2010년 6월 10일)은 프랑스의 가수, 연극 배우, 영화배우이다.
마르세유에서 태어났으며 낭테르에서 사망하였다. 사인은 암이다. 

## 영화
- 레아 (2011년)
- 트레졸 (2009년)
- 배드 장르 (2001년)
- 내 안의 남자 (1996, Mon homme)
- 나의 사랑하는 사람들 (1992년)
- 내 인생의 남자 (1992, L'Homme de ma vie)
- 레이스 (1984년)
- 우리들의 이야기 (1984, Notre histoire)
- 에디트 피아프의 사랑 (1983, Édith et Marc)
- 사랑과 슬픔의 볼레로 (1981년)
- 사촌들 (1975년)